# R.E. Rodgers
R.E. Rodgers, även känd som Rick Rodgers, född 20 juli 1964, är en amerikansk skådespelare. För svensk TV-publik är Rodgers mest känd i rollen som James Robson i fängelsedramat Oz.

## Filmografi
- 1992 - School Ties
- 1996 - Ed's Next Move
- 1997 - I lagens namn
- 1998 - Oz
- 1999 - Äventyraren Thomas Crown
- 1999 - Little Man
- 2000 - Perfect Murder, Perfect Town: JonBenét and the City of Boulder (om mordet på JonBenét Ramsey)
- 2001 - The Guiding Light
- 2001 - Law & Order: Special Victims Unit (Darryl Kern)
- 2003 - Bad Boys II
- 2004 - The Jury
- 2005 - Johnny Zero
- 2005 - Law & Order: Special Victims Unit (Officer Tommy Callahan)
- 2006 - Live Free or Die
- 2006 - Numb3rs